# Xylocopa maidli
Xylocopa maidli là một loài Hymenoptera trong họ Apidae. Loài này được Maa mô tả khoa học năm 1940.